# Стара Гора (Мирна)
Стара Гора (словен. Stara Gora) — поселення в общині Мирна, регіон Південно-Східна Словенія, Словенія.